# Gladicosa
Gladicosa es un género de arañas araneomorfas de la familia Lycosidae. Se encuentra en Norteamérica.

## Lista de especies
Según The World Spider Catalog 12.0:
- Gladicosa bellamyi (Gertsch & Wallace, 1937)
- Gladicosa euepigynata (Montgomery, 1904)
- Gladicosa gulosa (Walckenaer, 1837)
- Gladicosa huberti (Chamberlin, 1924)
- Gladicosa pulchra (Keyserling, 1877)